# هارد روك لايف (اتلانتيك سيتي)
هارد روك لايف (بالإنجليزية: Hard Rock Live)‏ كانت تُعرف سابقًا باسم إيتيس أرينا (بالإنجليزية: Etess Arena)‏ هي ساحة متعددة الأغراض في أتلانتيك سيتي، نيوجيرسي تقع في فندق وكازينو هارد روك أتلانتيك سيتي. افتتحت الساحة في الأصل في أبريل 1990 كجزء من ترامب تاج محل، وتتسع لأكثر من 5،000 مقعد للموسيقى والأحداث الرياضية.